# Steiger (Band)
Steiger ist ein belgisches Jazz-Crossover-Trio aus Gent.

## Bandgeschichte
2012 schlossen sich die drei Jazzmusiker Gilles Vandecaveye, Kobe Boon und Simon Raman unter dem Namen Steiger zusammen. Musikalisch improvisieren sie zwischen Jazz, Rock, elektronischer und klassischer Musik. Ihre erste EP mit dem Namen Steiger veröffentlichten sie in Eigenregie 2016. Beim Jazz Festival in ihrer Heimatstadt Gent waren sie im Jahr darauf Sieger im Nachwuchswettbewerb. Kurz darauf erschien ihr Debütalbum And Above All. Mit dem Preisgeld aus dem Wettbewerb finanzierten sie das Projekt Give Space mit sieben Stücken, die an sieben verschiedenen Orten aufgenommenen wurden. Das zugehörige Album konnte sich im September 2018 in den belgischen Albumcharts platzieren.

## Diskografie
Alben
- Steiger (EP, 2016)
- And Above All (2017)
- Give Space (2018)
- The New Lady Llama (2021)